# Kirche Mehrum

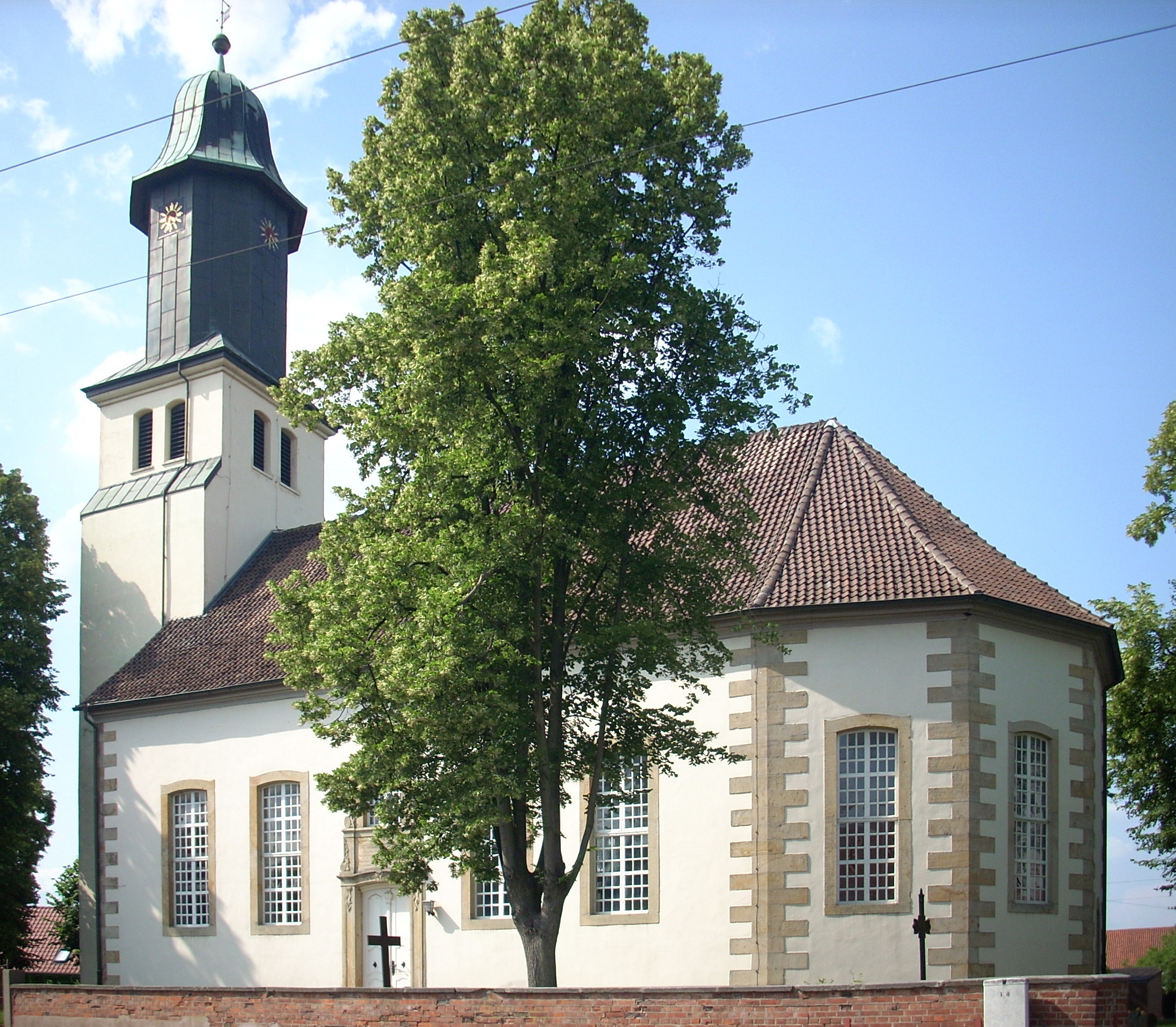
Kirche Mehrum

Die evangelisch-lutherische, denkmalgeschützte Kirche Mehrum steht in Mehrum, einem Ortsteil von Hohenhameln im Landkreis Peine in Niedersachsen. Die Kirchengemeinde Mehrum-Equord gehört zum Kirchenkreis Peine im Sprengel Hildesheim-Göttingen der Evangelisch-lutherischen Landeskirche Hannovers.

## Beschreibung
Mehrum gehörte zu den Orten des Hochstifts Hildesheim, die nach der Stiftsfehde welfisch und lutherisch wurden, 1643 jedoch wieder zum Hochstift kamen, ohne dem Cuius-regio-Prinzip unterworfen zu werden. Fürstbischof Friedrich Wilhelm von Westphalen gewährte das Geld für einen Neubau der lutherischen Kirche, daher findet sich sein Name in der Bauinschrift in der mit Rocaille dekorierten Supraporte über dem südlichen Portal. Bereits 1769 begann der Abbruch des alten Kirchenschiffs. Der spätmittelalterliche querrechteckige Kirchturm im Westen, der aus dem Jahr 1524 stammt, blieb erhalten. Der Rohbau war 1770 vollendet. Die Kirche wurde 1775 geweiht. Das Langhaus wurde aus verputzten Bruchsteinen, gegliedert mit Ecksteinen, errichtet. Es hat einen dreiseitigen Abschluss des Chors. Bedeckt ist es mit einem Satteldach, das sich über dem Chorabschluss als Teil eines Zeltdaches fortsetzt. Der Kirchturm wurde 1770 mit einem Geschoss aus Backsteinen aufgestockt, das nach Westen Rundfenster hat. 1881 wurde das alte Glockengeschoss durch ein neues ersetzt. In seiner Glockenstube hängen eine Kirchenglocke und eine Stundenglocke aus dem Jahr 1524, die das älteste datierbare Zeugnis der Kirche sind, ferner eine Glocke von 1772. Darauf sitzt ein achteckiger, eingezogener, kupfergedeckter Aufsatz mit der Turmuhr, der mit einer Haube bedeckt ist. Die großen Fenster und Portale sind segmentbogig. 
Der Innenraum ist mit einer Flachdecke mit breiten Vouten überspannt, auf der sich 3 gerahmte Fresken von Joseph Gregor Winck befinden. Sie zeigen die Anbetung der Hirten, die Kreuzigung und die Auferstehung Jesu Christi. Die leicht geschwungenen Brüstungen der U-förmigen Empore, die im Süden und Norden jeweils etwa bis zur Hälfte des Kirchenschiffes reichen, sind mit Rocaille bemalt, die erneuert wurden. 
In dem spätbarocken fünffachen Orgelprospekt befindet sich die Orgel mit 21 Registern, verteilt auf 2 Manuale und ein Pedal. Sie wurde 1773 von Johann Conrad Müller gebaut, 1885 vom Sohn Heinrich Schapers vergrößert und 1959 von Paul Ott umgebaut. Im Chor befinden sich seitlich Priechen. Der mit Säulen und Pilastern eingefasste Kanzelaltar hat seitliche Durchgänge. Unter dem Kanzelkorb befindet sich ein Bild über das Abendmahl Jesu. Über dem Schalldeckel ist ein gesprengter Giebel mit einer Darstellung der Trinität als Bekrönung. Über den Durchgängen stehen Statuen von Moses und Aaron in Wandnischen.